# 督姫

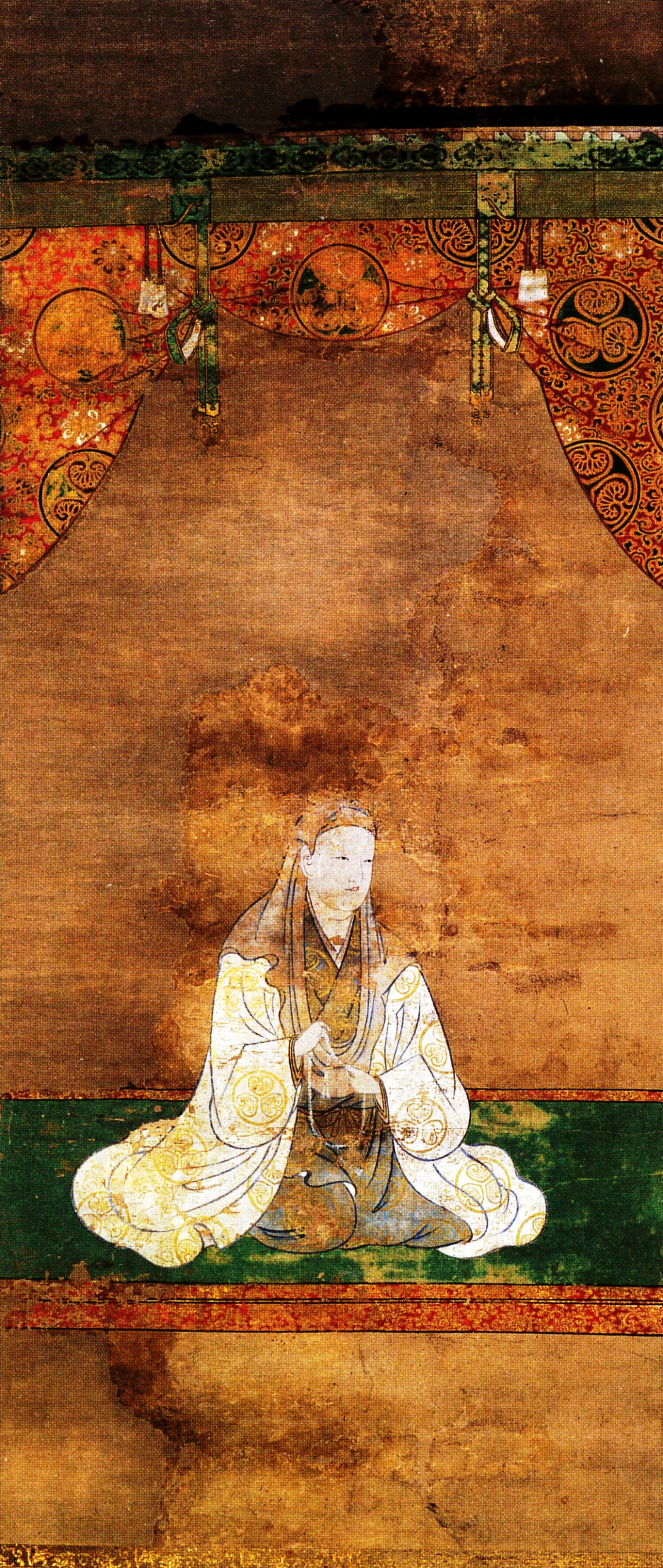
督姫（良正院）像（東京国立博物館蔵）

督姫（とくひめ、永禄8年（1565年）あるいは天正3年11月11日（1575年12月13日） - 慶長20年2月4日（1615年3月3日））は、安土桃山時代から江戸時代前期にかけての女性。徳川家康の次女。母は家康の側室・西郡局（鵜殿氏の娘）。実名はふう。別名は富子、播磨御前、良正院。

## 生涯
三河国の生まれ。松平信康、結城秀康、徳川秀忠、松平忠吉、松平忠輝らは異母兄弟、亀姫、振姫は異母姉妹にあたる。
天正10年（1582年）、本能寺の変により父の同盟者だった織田信長が死去して甲斐国や信濃国が無主状態となると、父と北条氏直による甲信地方を巡っての領土争いが始まる（天正壬午の乱）。当時の徳川氏と北条氏を比較すると、国力面や動員兵数においては北条氏が上回っていたが、黒駒の戦い、信濃豪族の取り込みでは徳川氏が有利という状況であった。このまま戦えば打撃を受けると考えた両者は、旧織田領の甲斐と信濃を徳川氏が、上野国を北条氏が治めることを互いに認めて和睦した。この時の和睦条件の一つとして天正11年（1583年）8月15日、督姫が氏直の正室として嫁いだ。督姫は氏直との間に2女を生む。
天正18年（1590年）、豊臣秀吉の小田原征伐で戦国大名としての北条氏は滅亡する。この時、氏直は義父の家康の助命嘆願で秀吉から助命されて高野山に流された。督姫は後に赦免された氏直の下に赴くも、翌天正19年（1591年）に氏直が死去したため、父の下へ戻った。
なお、氏直との間の2人の女子は、一人が文禄2年（1593年）に没し摩尼珠院殿妙勝童女の戒名が付けられ（実名は不明）、もう一人の万姫は慶長7年（1602年）11月20日に没した。慶長8年（1603年）3月1日に、百箇日の法事の御供養米が京都の本禅寺へと送られている。摂津河辺郡中筋村（現：兵庫県宝塚市）の村民が年貢の米に困り本禅寺から御供養米を分けてもらうため、日蓮宗に改宗し万姫の法名にちなんだ妙玄寺を建てている。
文禄3年（1594年）12月27日、秀吉の肝煎りで池田輝政に再嫁した。この時、北条氏に伝来していた「酒呑童子絵巻」（狩野元信筆、現在はサントリー美術館所蔵）と「後三年合戦絵詞」（重要文化財、東京国立博物館所蔵）を持参している。輝政との夫婦仲は良く、5男2女をもうけた。
慶長14年（1609年）4月2日に、息子の池田忠継、忠雄、輝澄を連れて駿府の家康に会いに行った。総勢5千人余りの大行列だったという。3人の息子はこのとき、8歳の徳川頼宣と共に能楽を演じた。そのまま督姫と息子たちは5月5日まで滞在した。このとき督姫は母・西郡局のために、自分が家康と同じ浄土宗に変わることを条件に、輝澄を日蓮宗にすることを家康に願い出て認められた。
慶長18年1月25日（1613年3月16日）に夫の池田輝政が死去した。5月27日には、輝政の死去に伴う相続の処理のためか駿府に到着している。6月22日には帰国したが、家康の配慮で輝政を亡くした督姫を慰めるためにそれまで留めていたという。
慶長19年（1614年）の大坂冬の陣では池田忠継が出陣し、その家臣の菅権之佐から戦況や忠継の活躍についての手紙をやり取りしている。
慶長20年（1615年）、家康と会うため滞在していた二条城で疱瘡にかかり、そのまま死去した。享年41または51。
法名は良正院殿隆譽智光慶安大禅定尼、華光院殿妙春日厳。墓所は知恩院の塔頭・良正院（京都市東山区）。
墓は知恩院山腹の墓地内にある。東京国立博物館には法体後の姿を描いた「良正院像」が所蔵されている。
元和2年（1616年）、輝政の長男・池田利隆は継母の督姫の後を追うように死去した。利隆の遺児・池田光政は岡山藩主となり、後に本多忠刻と千姫（秀忠の娘で督姫の姪にあたる）の長女・勝姫を正室に迎えた。

## 子女
前夫の北条氏直との間にも2女がいる。
- 摩尼珠院：文禄2年（1593年）に夭折。
- 万姫[18]：慶長7年（1602年）11月20日[5]に没する[注釈 4]。法名は宝珠院殿華庵宗春大禅定尼、縁了院殿秀真妙幻。京都本禅寺塔頭の心城院の祖母・西郡局の墓の左隣の墓が万姫の墓である。また鳥取市の正栄山妙要寺に肖像画がある。

以下は池田輝政との間の子。
- 千姫（茶々姫）：慶長元年（1596年）8月3日出生。叔父の徳川秀忠の養女として京極高広に嫁ぐ。
- 池田忠継：慶長4年（1599年）2月18日、伏見の池田屋敷で生まれる。幼名藤松丸。
- 池田忠雄：慶長7年（1602年）10月18日、姫路城で生まれる。幼名勝五郎。
- 池田輝澄：慶長9年（1604年）出生。幼名松千代。
- 池田政綱：慶長10年（1605年）出生。幼名岩松。
- 振姫：慶長12年（1607年）4月21日に生まれる。夭折した叔母市姫に代わり伊達忠宗に嫁ぐ。
- 池田輝興：慶長16年（1611年）1月15日に生まれる。幼名小七郎。

## 督姫の生年について
生年を永禄8年とする史料と天正3年とする史料が両方存在するが、永禄8年説の場合、末子の輝興を出産したときの督姫の年齢が47歳になる。
天正3年説でも北条氏直と結婚したときの年齢は9歳になり、氏直と死別した17歳前後までに2女をもうけたことになる。
現時点では生年を検証するような論考がないが、督姫の没年に「督姫が疱瘡を患ったが四十餘歳なので以ての外大儀である」という旨の記述があり、享年を41とする天正3年説と合致する。義演が督姫の年齢を勘違いしていた可能性もあるが、義演は輝政の没後に督姫から忠継の身上のための祈祷を依頼されていて、督姫とも交流があるため年齢も把握していたと見る方が自然である。

## 毒饅頭事件の虚構性について
16歳で亡くなった忠継の死には以下のような伝説がある。
忠継の母・督姫が実子の忠継を姫路城主にすべく、継子で姫路城主であった利隆の暗殺を企て、岡山城中で利隆が忠継に対面した際、饅頭に毒を盛って利隆に勧めようとした。女中が掌に「どく」と書いて見せたため、利隆は手をつけなかったが、これを察知した忠継は利隆の毒入り饅頭を奪い取って食べ、死亡した。こうして身をもって長兄で正嫡の利隆を守ったという。また、督姫もこれを恥じて毒入りの饅頭を食べて死亡したとされる。
史実として忠継は、慶長20年（1615年）2月23日に岡山城内で疱瘡で死去し、督姫は同年2月4日に二条城で死去しているため、死亡した場所や順番、死亡原因全てにおいて異同がある。池田家は利隆系と忠継系に分かれ、それぞれの子孫が岡山藩と鳥取藩の藩主となっていくが、両方の藩の史料で毒殺は否定されている。加えて利隆の嫡男・光政は忠継の跡を継いだ忠雄が死去した際に、親密な関係を窺わせる追悼歌を残しており、上記のような経緯があったとは考えにくい。
また、昭和53年（1978年）に忠継廟の移転の際に発掘調査が行われ、その際に毒死疑惑検証のため遺体の調査が行われた。その結果でも毒物は検出されることはなかった。